# 主基督榮光教會

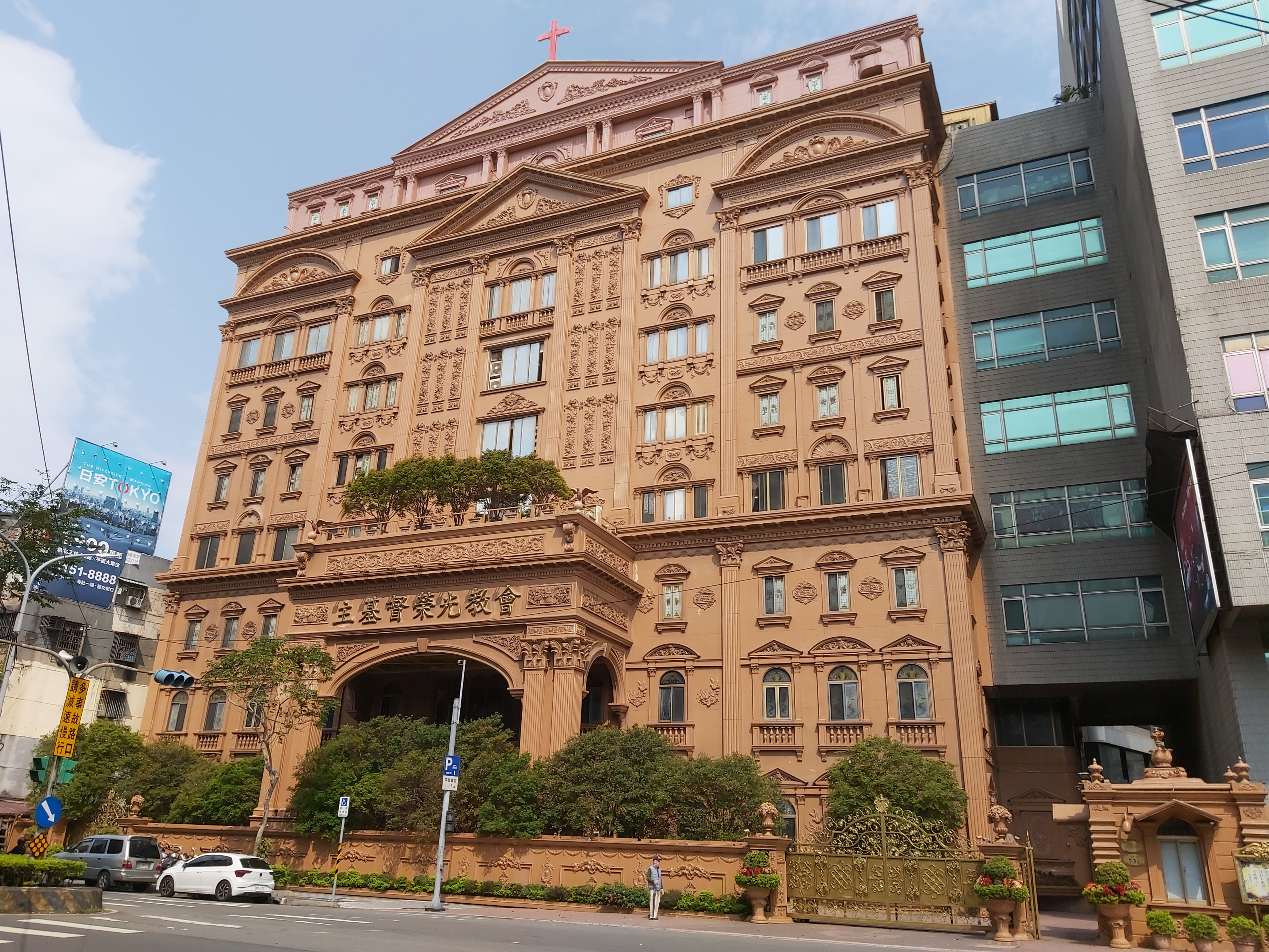
新北市板橋區主基督榮光教會

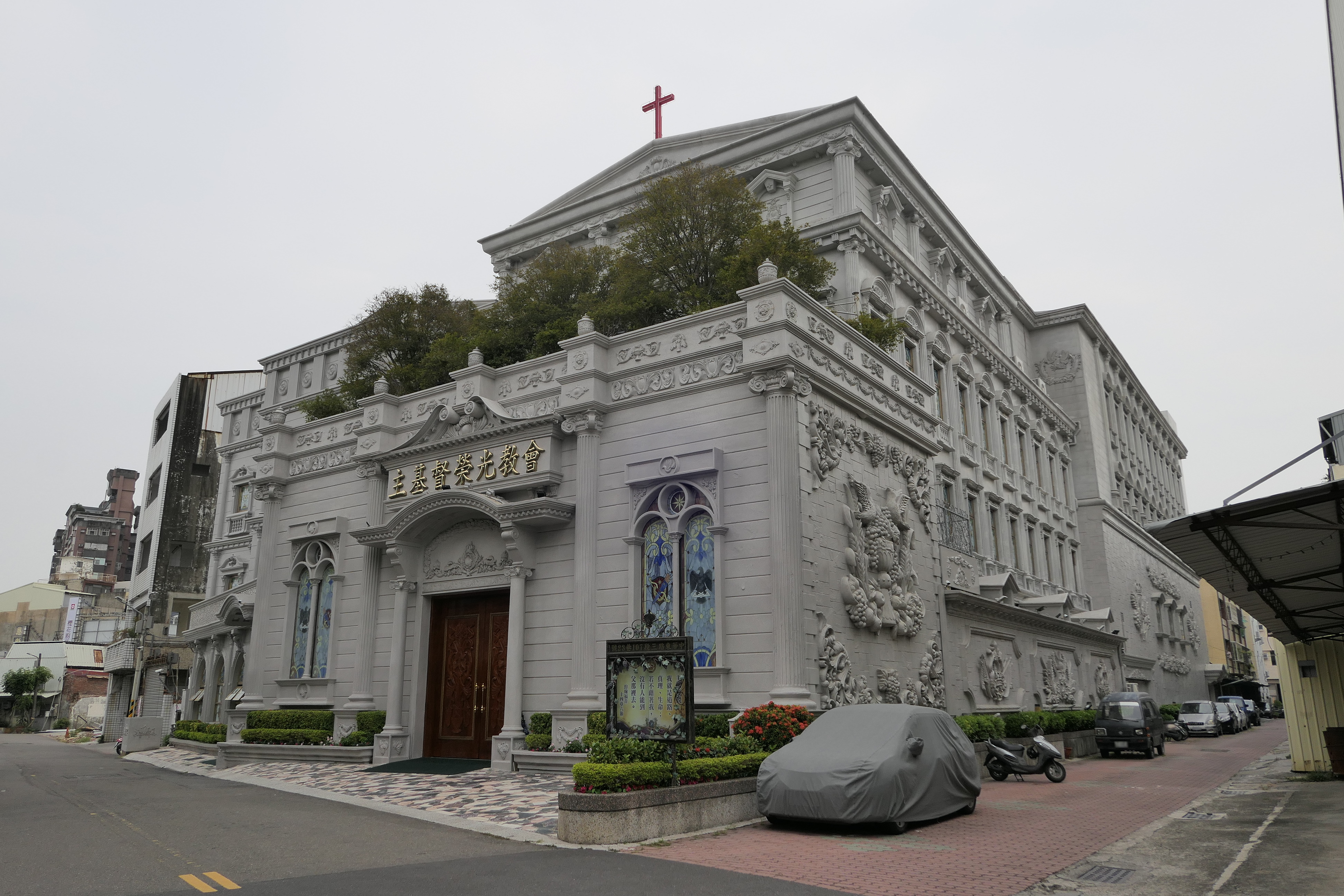
臺南主基督榮光教會

主基督榮光教會，在新北市板橋區三民路及台南東區都有教會，創辦人為許聖使（本名孫許碧連）監督，其自稱為上帝代言人，能聽見神的聲音、曾有由耶穌親自帶領上天堂與地獄參觀的經驗，是上帝的掌上明珠，常常為教友宣講預言。其中板橋榮光教會為普騰電子教友奉獻耗資十億餘元改建而成的11層樓建築。
建物外觀於設計上所選用、雕製的元素繁複，相當華麗。

## 建築特色
主基督榮光教會是板橋地區及台南的基督教會，創立於民國75年（1986年）。雖為現代化建築，但融入許多歐風建築式樣的巧思。當年建築考據聖經故事，大量融合希臘古典與歐風建築特色，如柱頭有美麗的花紋裝飾、柱身有溝槽、三角牆式窗框、聖經故事隱喻的花紋等，教友奉獻花費十多億自己教友自己打造，建築現已合法通過成為宗教專用區，整座教會美輪美奐，原本極有特色的十字架據稱為上帝親自啟示四活物設計，但由於被認為設計的像卡通人物頑皮豹因此被調轉方向，教會聖殿講台上放置三寶皆為教友奉獻。

## 媒體報導爭議事件

### 為教會背貸款而引爭議
2010年，遭人控訴創辦人侵吞教會20億。該周刊以聳動標題報導，教會前負責財務的前牧師王憲譽指控原名許碧連的許聖使，全家生活開銷皆來自教會資產，於南北各處有多房產，包括台南和板橋榮光教會也於私人名下。
對此，主基督榮光教會之委任律師黃泰源說，王憲譽於兩個月前遭解除職務後開始發黑函，指控內容為子虛烏有，並且教會與許聖使也決定提出誹謗告訴。他透露，板橋主基督榮光教會是多年前向普騰電子購買，當初銀行不願貸款給宗教團體，才用個人名義借貸。

### 金錢儀式
2016年，報導中由聚會中的教友匿名來源指出金錢儀式通常是在每年的8到10月間許聖使認為這些月份較易蒙福，地點選在教會的二樓聖殿，共分成3個階段，由自稱神的代言人的監督許聖使，帶領著現場超過百名信徒們一起進行儀式，每人可分配1700元，過程中教徒手拿大鈔，配合節奏來回反覆進行，儀式結束後鈔票立即回收。當日諸多教友會進行奉獻，有謠傳奉獻是強制性的，事實上是否要奉獻、奉獻金額、鈔票或硬幣皆由教友自行決定，不過一般教友習慣奉獻金額裡帶有“7”這個數字。
板橋榮光教會牧師王新鴻出面表示，影片中的地點確實在他們教會，是「求神賜福國家」，因為只要國家昌盛，個人也會蒙福，信徒手中的鈔票僅是一種「象徵」。新鴻牧師表示，奉獻箱的金錢都是由信徒自願甘心捐獻而來，教會並沒有強迫，但奉獻箱放置門口皆由職員監控，不否認該儀式中有迎來錢財之意，並且強調這是聖經中求神賜福的祈禱（主耶穌在十字架上擔當我們的貧窮，使我們成為富足的。），有人不理解其中真義，就做出不實指控。榮光教會30年前由許聖使監督創辦，隔間出許許多多的套房並出租予有功教友亦可為教會帶來額外的收入，七樓由監督一家居住，在裝潢上下功夫，就是希望能成為現代化教會兼顧了住宅及聚會功能。卻意外引起爭端始料未及。

### 教會規定及禁忌
2016年，報導中引述聚會中的教友匿名來源指出，榮光教會規範教友食衣住行各方面，包括不可吃豬肉及羊肉，稱羊代表主耶穌.豬有毒素、不得看魔戒、哈利波特，稱龍為魔鬼的化身、不得穿牛仔褲、不得穿紅內褲，頭髮不能三七分也不能中分等禁忌。教會表示，如違反了神會不喜悅甚至帶來厄運，但教方本身並不會給予任何的懲罰、罰金、踢除教籍等等，主要回覆到了網路上某些違反了會有罰金的傳言。
板橋榮光教會牧師王新鴻對此表示，教會是按著「真理」去做，全部均由上帝藉著許聖使（本名孫許碧連）監督所啟示，希望教友更合神心意，對於這些禁忌雖確有此事，但不用去解釋，這些投訴人是物以類聚，主要目地是為了醜化教會，對於教會的某些規範擴大解釋。

### 台南榮光教會失火 傳道父死子傷
2017年5月26日台南市基督教榮光教會昨天凌晨傳出火警，台南市消防局獲報前往搶救，1對傳道父子遭濃煙嚴重嗆傷，其中60歲父親王智憲，送醫雖一度恢復心跳，但仍告不治；31歲兒子則在加護病房救治。另名教會男職員因逃到4樓頂樓，平安獲救。
主基督榮光教會，自稱全備福音教會，創辦人為許聖使監督，在台南該址成立已近20年，是1棟3層RC結構4樓鐵皮加蓋的建築物，據教友表示，教會內部建築金碧輝煌，都是教友出錢興建，且已經使用17年了，應該非常堅固才對。
昨天凌晨近1點半，榮光教會傳火警，警消獲報到場，發現1樓主聖堂火勢竄出，且沿電線往3樓延燒，由於有3人受困，特搜人員立刻進入火場救人。
沒多久，搜救人員救出受到吸入性輕嗆傷的31歲王男，但他呼喊60歲父親王智憲還在屋內，消防人員搜尋10多分鐘，才使用救生梯從3樓房間位置，將已無生命跡象的王父救下，送醫仍不治，其子則受嗆傷，在加護病房救治。
現已修復火災損傷且照常聚會。

### 潑水街友衣物惹議
2018年，板橋榮光教會前，有名街友11年來都在此地為路過的人傳教、祝福，但日前卻遭到某一位女教友潑水羞辱，衣物也被往外扔，不少網友見到這一幕都非常憤怒，痛斥此人太惡劣。
隨後，該名女子在教會人員陪同下，下跪向教會道歉並向這位街友道歉。該名街友表示不會計較。並且當天是不小心失禁弄髒衣服，請教會姊妹幫忙清洗。這樣的情形也不是第一次了。
該名所謂街友趙先生，已經很清楚向關心他的各方人士說明。